# Mehrzweckanlage Kudamm-Karree

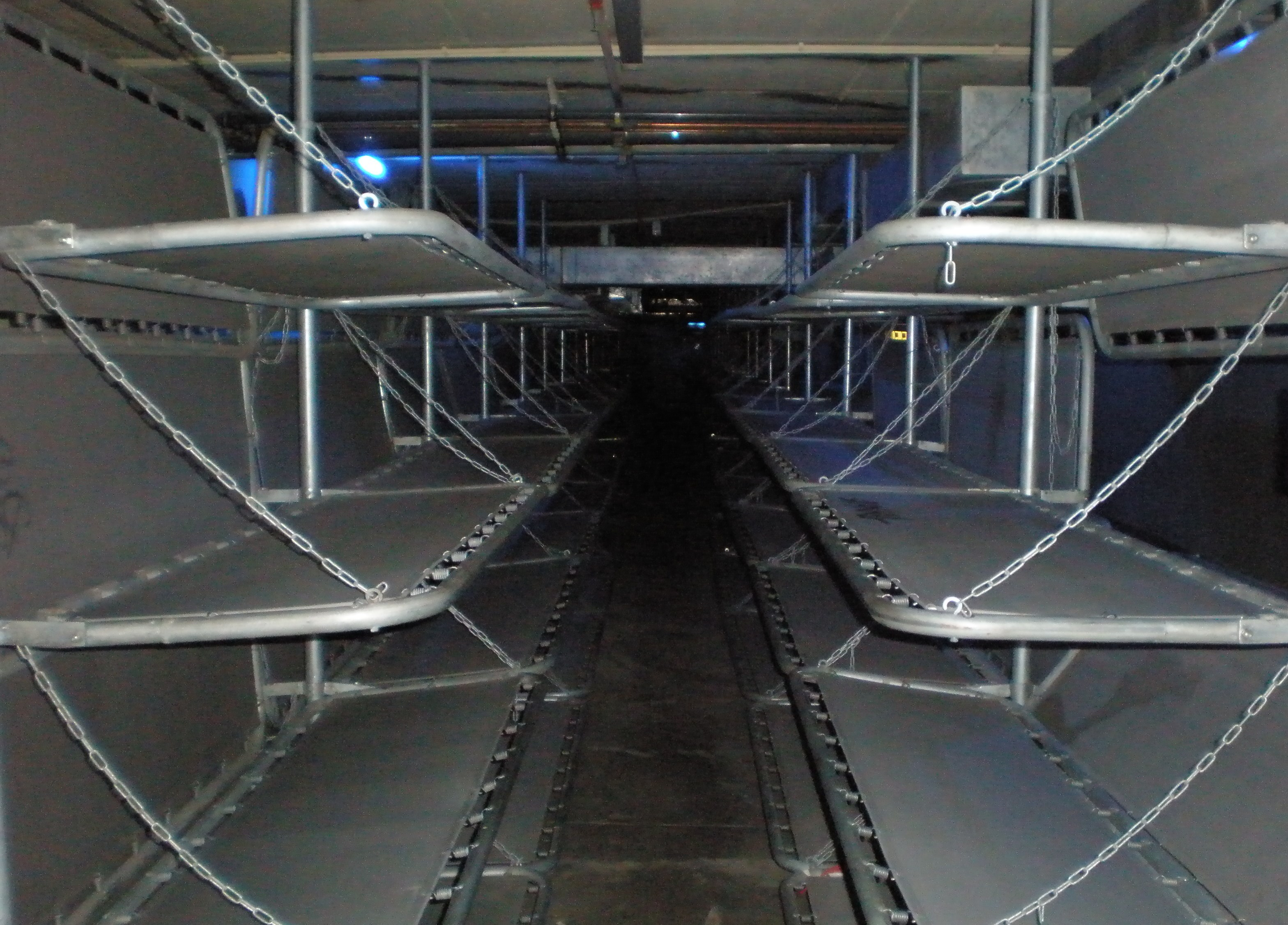
Zur Einrichtung der Mehrzweckanlage gehören Stockbetten für knapp 3600 Personen

Die Mehrzweckanlage Kudamm-Karree ist eine Bunkeranlage, die sich im zweiten Untergeschoss der Tiefgarage des 1973 bis 1974 errichteten Gebäudekomplexes Ku’damm-Karree am Kurfürstendamm im Berliner Ortsteil Charlottenburg befindet. Das Parkdeck konnte auf Anordnung des Bezirksamtes Charlottenburg zu einem zivilen Schutzraum für 3592 Personen umgebaut werden. Die Anlage wurde während des Kalten Krieges errichtet und kann nach offiziellen Angaben einer Kernwaffenexplosion in 1,5 Kilometer Entfernung standhalten. Ein Teil der Anlage war im Rahmen des am 24. Juni 1999 eröffneten Museums „The Story of Berlin“ zu besichtigen. Die Bunkerräume konnten auch für private Veranstaltungen gemietet werden. Seit 2018 wird das Ku’damm-Karree grundlegend saniert und soll zukünftig den Namen FÜRST tragen. Die seit Anfang 2019 geschlossene Ausstellung soll im Frühjahr 2020 wiedereröffnet werden.

## Geschichte
Nach dem Ende des Zweiten Weltkriegs sollten die ehemaligen Bunkeranlagen in West-Berlin gesprengt und abgetragen werden. Bis Mitte der 1960er Jahre hatte man rund die Hälfte der etwa 360 Bauwerke entfernt. Vor dem Hintergrund des Kalten Krieges, der 1962 mit der Kubakrise eine neue Qualität erreicht hatte, stoppten die Westalliierten den Abriss alter Schutzräume. Die Anordnung BK/O (65) 11 vom 1. Oktober 1965 enthielt sogar die Anordnung von Maßnahmen „mit denen Leben und Gesundheit der Zivilbevölkerung, ihre Wohnungen, Arbeitsstätten und die für die Befriedigung ihrer Lebensbedürfnisse wichtigen Einrichtungen und Güter vor den Wirkungen bewaffneter Angriffe geschützt werden können.“ Von den 178 noch bestehenden Luftschutzanlagen, die 1966 im Westteil der Stadt erfasst wurden, sollten zunächst ca. 40 Anlagen modernisiert werden. Letztlich wurden diese Maßnahmen bei elf Bunkern ausgeführt. Später erfolgte der Bau von fünf sogenannten Mehrzweckanlagen in Tiefgaragen und U-Bahnhöfen.

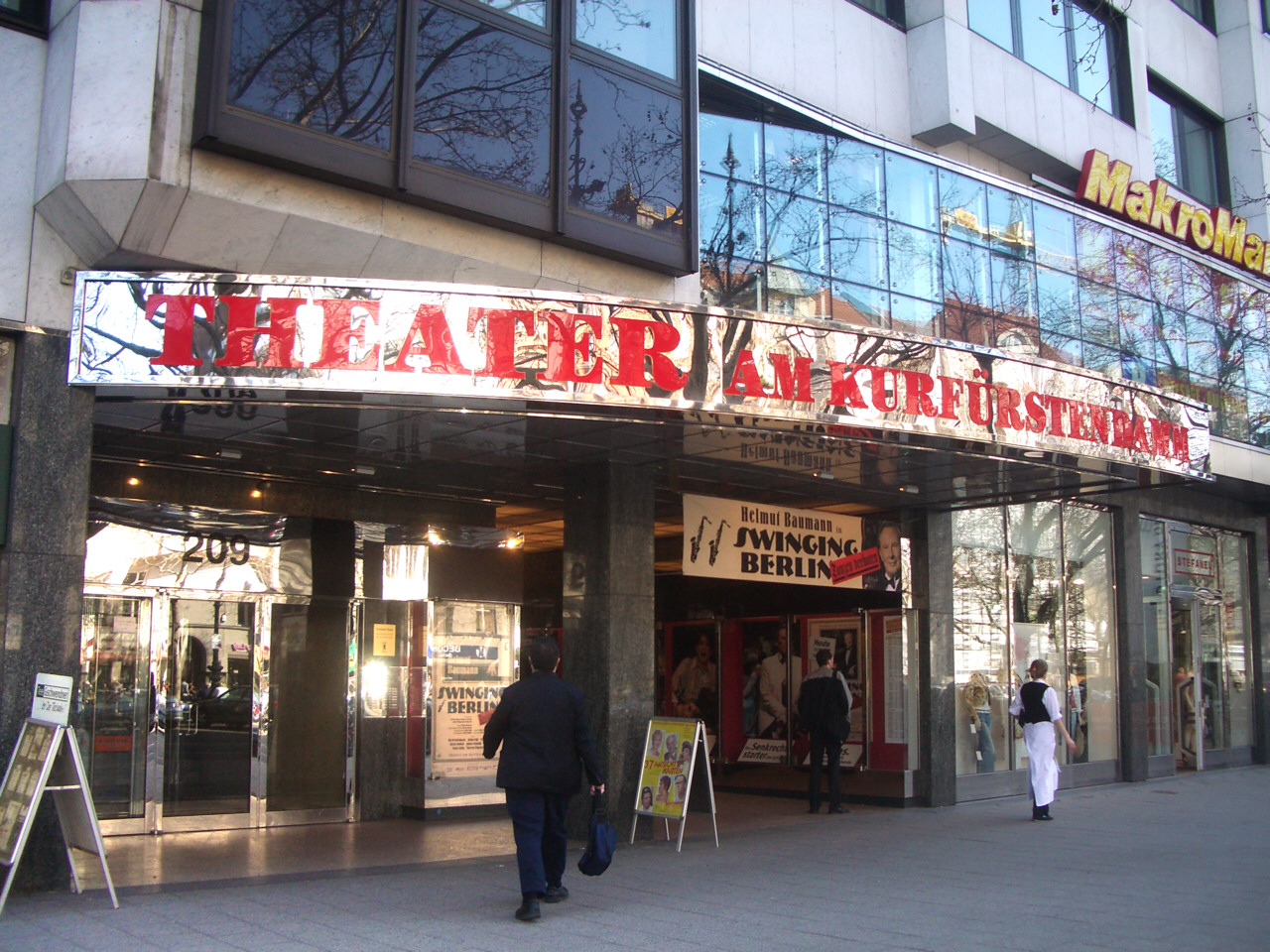
Theater am Kurfürstendamm im Ku’damm-Karree, 2005

In diesem Zusammenhang entstand von 1973 bis 1974 die Mehrzweckanlage Kudamm-Karree unter dem Gebäudekomplex Ku’damm-Karree, das ein Einkaufszentrum, die Komödie und das Theater am Kurfürstendamm sowie Büroräume umfasste. 1989 konnten in West-Berlin 24.641 Personen in insgesamt 16 öffentlichen Schutzräumen aufgenommen werden. Dies entsprach bei seinerzeit etwa 2,1 Millionen West-Berlinern einem Bevölkerungsanteil von rund 1,15 Prozent.

## Konstruktion und Organisation
Die vier zur Verfügung stehenden Eingänge befinden sich in den Ecken des 3490 m³ großen Kellergeschosses. Die Wand- und Deckenstärke beträgt mehreren Quellen zufolge 30 bis 60 cm. Hinter den 40 cm dicken Eingangstüren befinden sich Luftschleusen für jeweils 20 Personen, die durch eine normale Stahltür vom Rest des Bunkers abgetrennt sind. Die Zählung der eingelassenen Personen wäre dem Personal überlassen, ebenso der Befehl zum Schließen der hydraulisch betriebenen Eingangstüren, auch „Dosiereinrichtungen“ genannt. Um Verletzungen zu vermeiden, schließen die Türen nur langsam, außerdem sind deren Kanten abgerundet. Die Luftschleuse kann von einem durch Panzerglas gesicherten Raum überwacht werden.
Zur Dekontamination würden alle Personen hier ihre Kleidung ablegen und duschen müssen. In Einheitskleidung würde jeder Schutzsuchende anschließend einer der im Abstand von maximal 60 cm aufgestellten Pritschen zugeordnet werden. Komplett aufgestellt würden sich die vierstöckigen Betten über einen Großteil der Gesamtfläche erstrecken. Für den Fall einer ausbrechenden Panik, einer Seuche oder anderen Zwischenfällen kann der Schutzraum durch eine Trennwand in zwei gleich große Hälften geteilt werden. Der Aufenthalt sollte grundsätzlich liegend stattfinden. Aufstehen und herumlaufen wäre ausschließlich nach Erlaubnis des Personals gestattet.
Außerdem verfügt die Anlage neben Waschräumen, Toiletten, Personal- und Krankenräumen nur über eine Notküche. Die Mahlzeiten der Schutzsuchenden bestünden ausschließlich aus kalten Speisen aus der Konservendose. Duschen befinden sich lediglich in den Krankenzimmern. Ein Frischwassertank und ein Tiefbrunnen sollten die Versorgung mit Trinkwasser garantieren. Sandfilter sollten den Bunker mit gekühlter und kampfstofffreier Luft versorgen. Der Treibstoff der Dieselgeneratoren reicht offiziell für 14 Tage. Nach dieser Zeit muss der Bunker verlassen werden, weil nunmehr dessen Energieversorgung und damit die Zufuhr von Frischluft ausfiele.

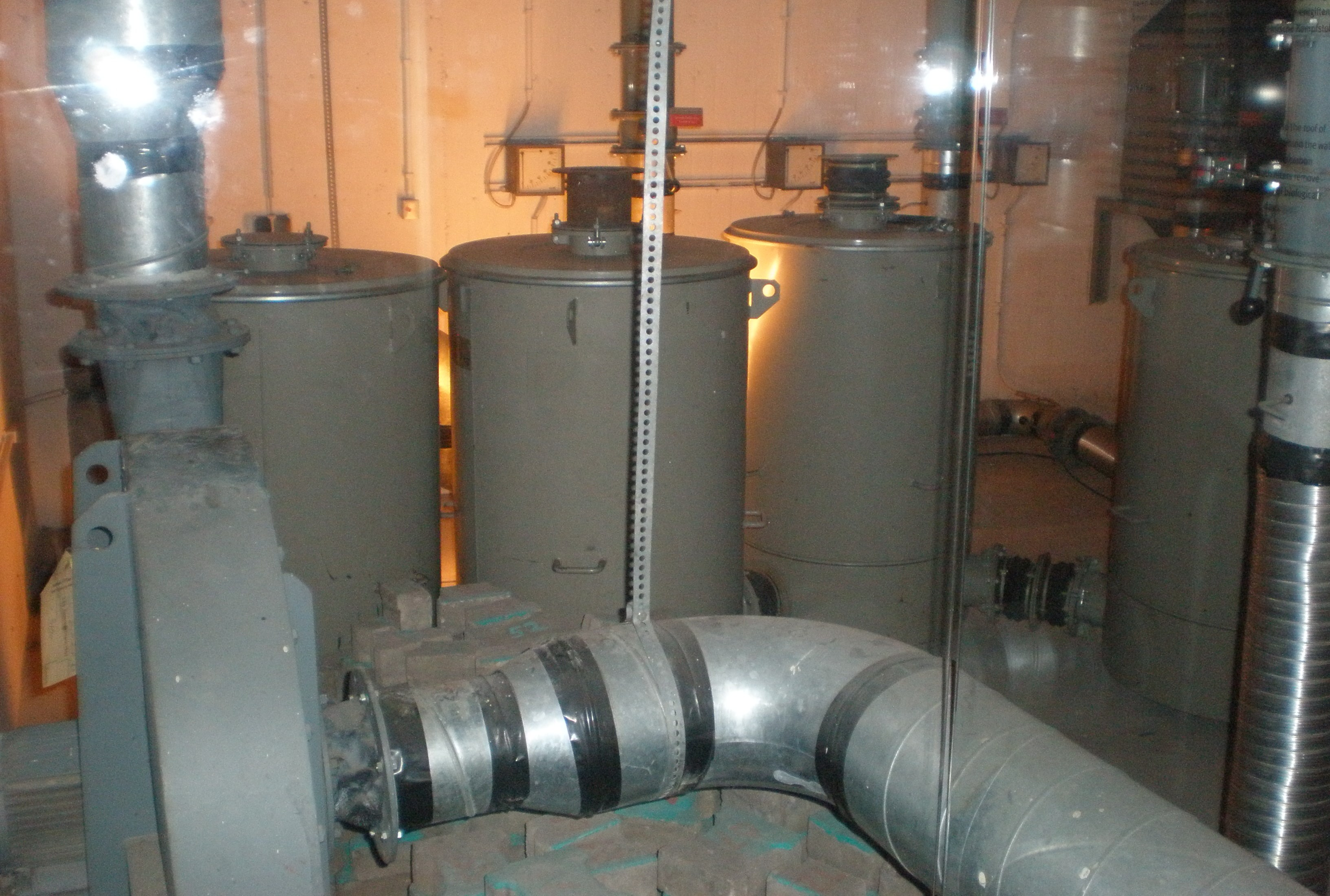
Luftfilteranlage
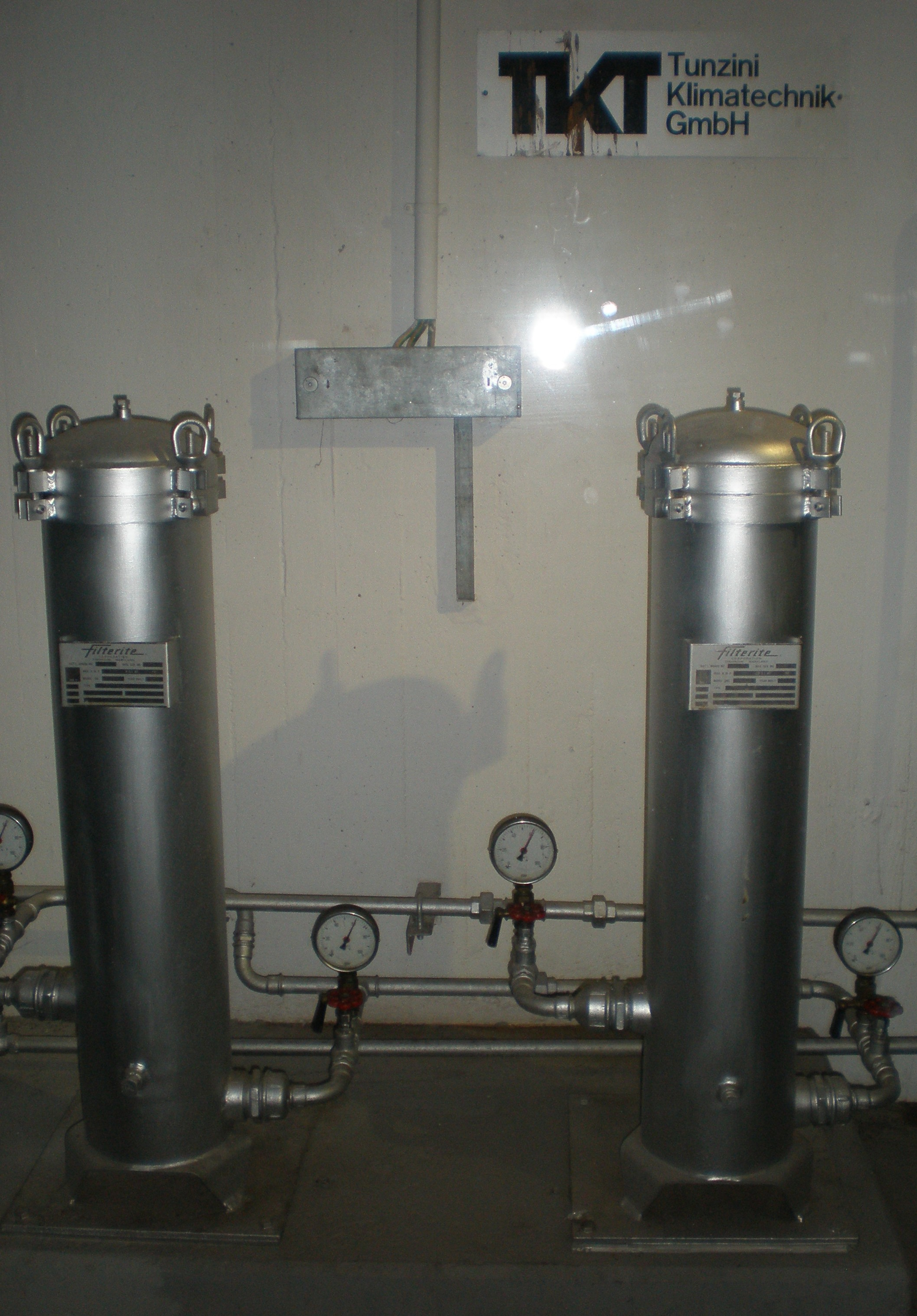
Enteisenungsanlage (Teil der Wasserversorgung)
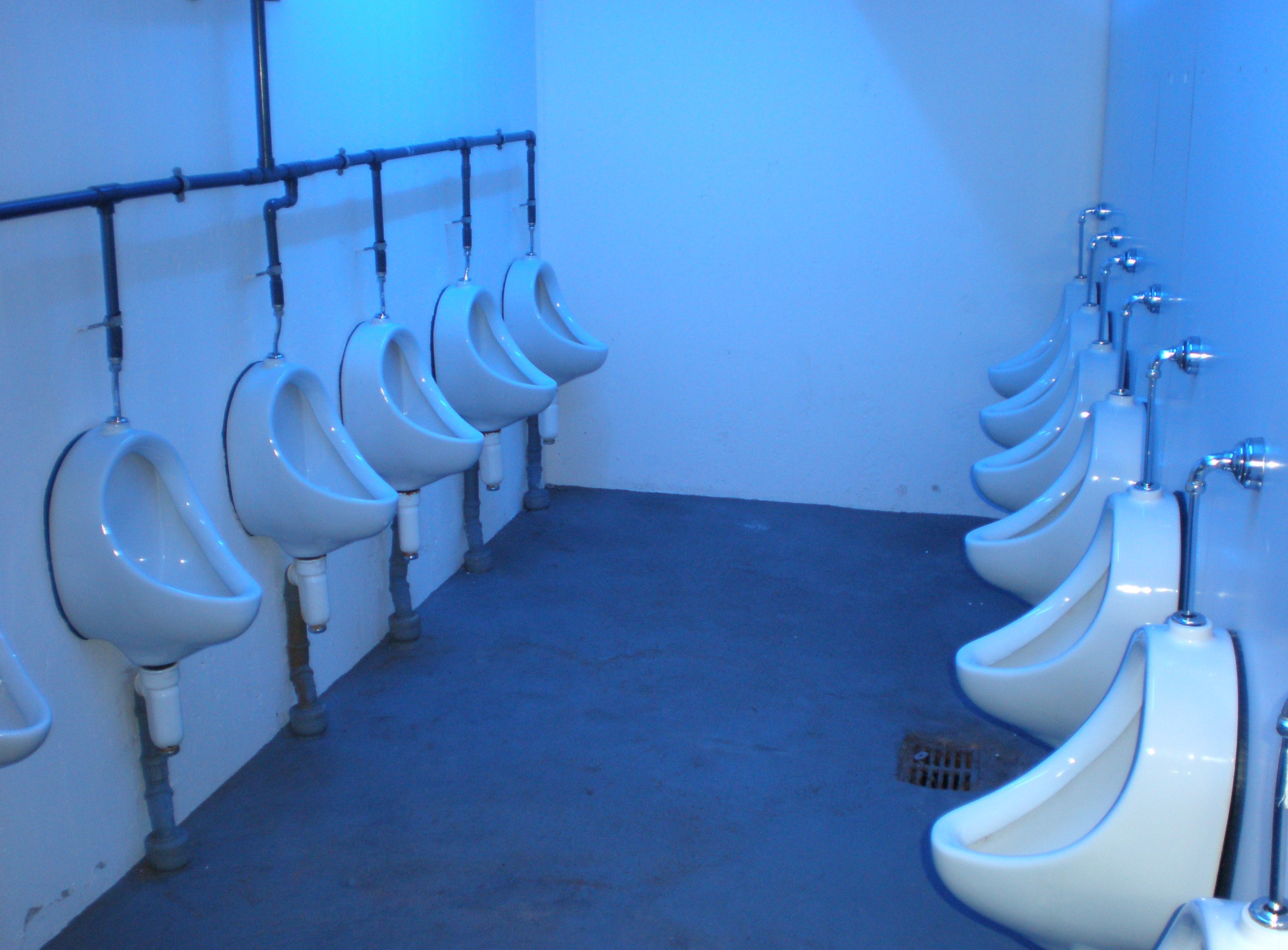
Toiletten
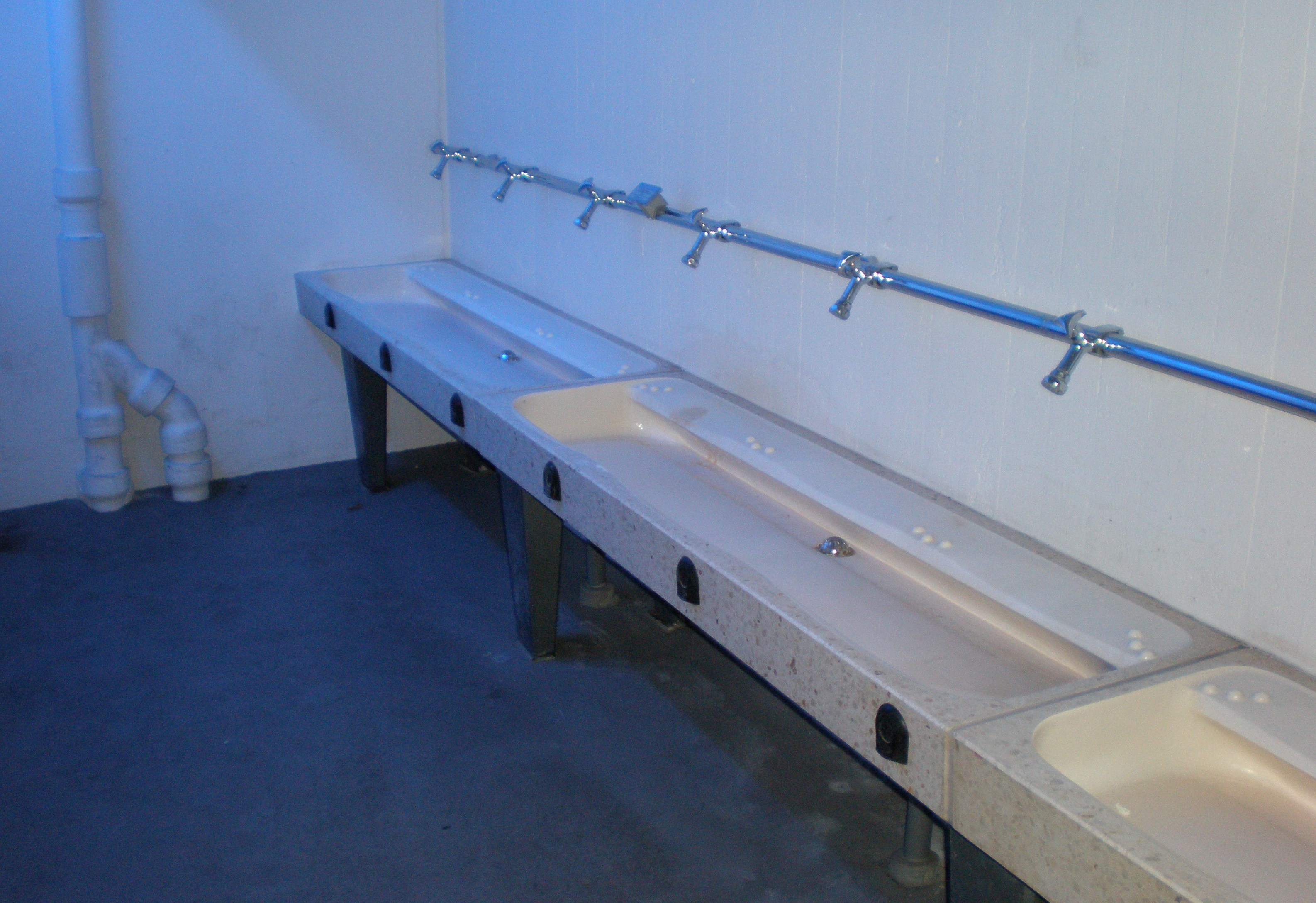
Waschraum
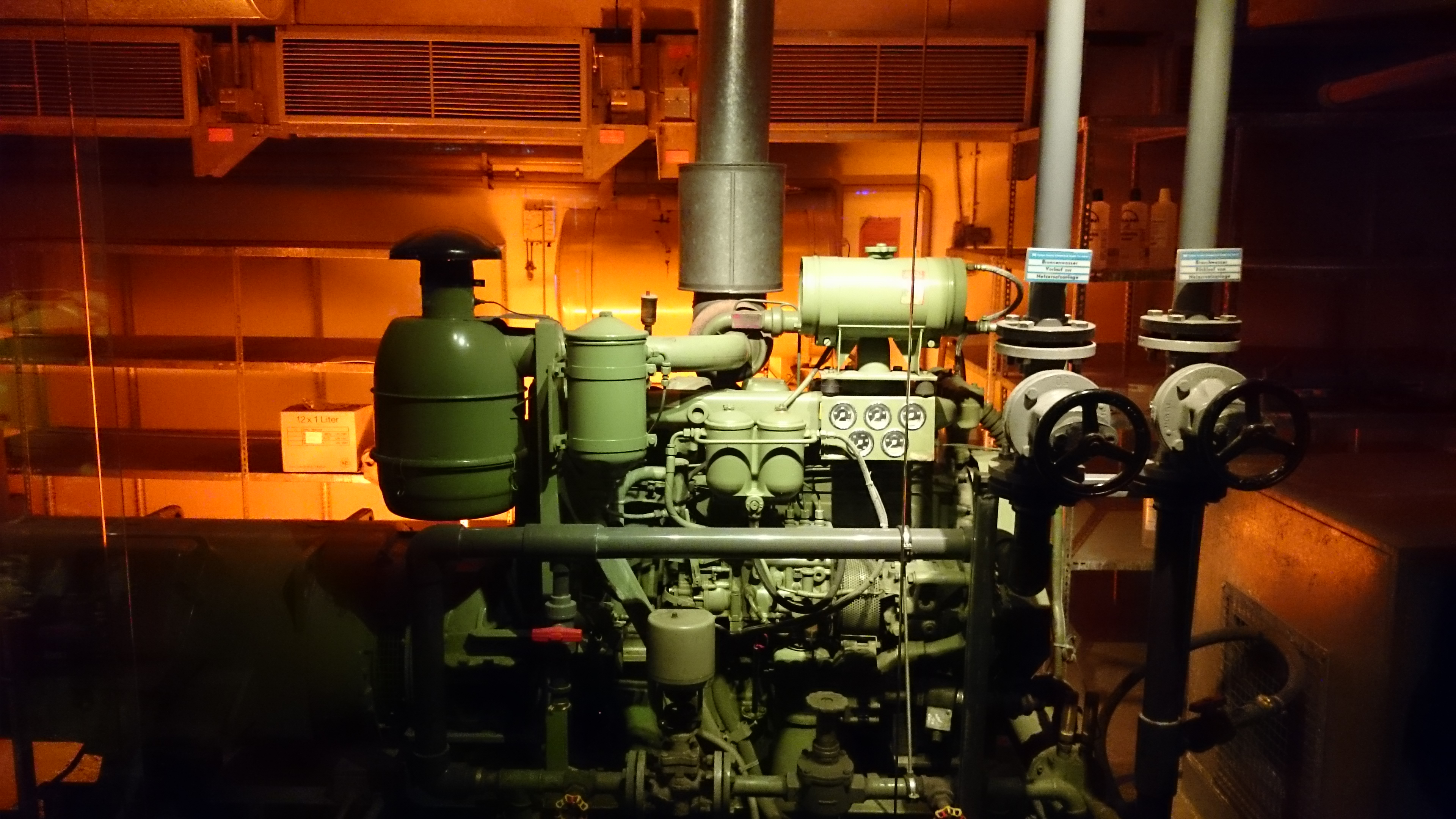
Generator
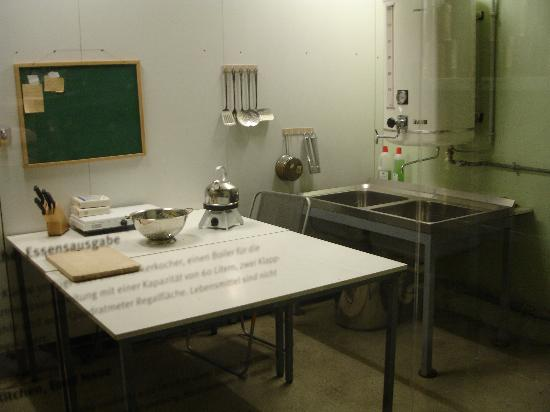
Küche mit Ausgabe
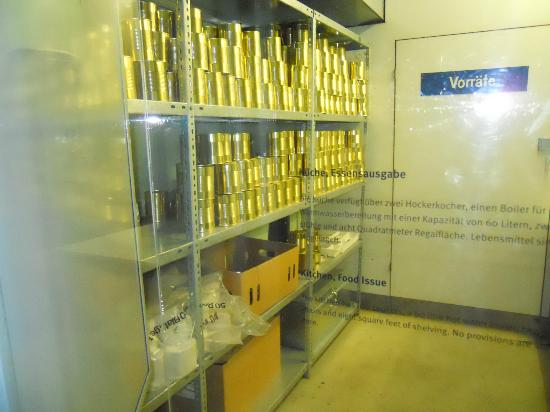
Küchenlager